# Gracia (tipografía)
Las gracias, serifas (del francés serif), remates, patines o terminales son adornos ubicados generalmente en los extremos de las líneas de los caracteres tipográficos. Las tipografías Times, Georgia, Garamond y Courier son ejemplos de estilos de letra con gracia.
La industria de la impresión se refiere a las tipografías sin remates como paloseco, palo seco y palo bastón, aunque también tiene uso el término inglés de  sans-serif (del francés sans: «sin») y el de grotesca (o, en alemán, grotesk). Las que tienen remates no tienen nombre especial y se denominan simplemente con remates, aunque ocasionalmente también se usa palo cruzado.

## Origen y etimología
En la escritura romana del periodo clásico ya existía un tipo de letra con serifa, la mayúscula monumental. La explicación que da para la aparición de las gracias Edward Catich en su obra de 1968 The Origin of the Serif (El origen de la serifa) es ampliamente aceptada, aunque no por todos. En ella especula que en el proceso de grabado de la piedra, las letras serían delineadas antes de ser grabadas a cincel, poniéndose esas marcas como guías de alineamiento. Al cincelarlas, los grabadores seguían estas guías, naciendo así las Serifas
La fecha de incorporación a la lengua inglesa de la palabra serif no está clara, pero en cualquier caso es un término bastante reciente. La cita más antigua que se conoce es de 1830 en el Oxford English Dictionary donde aparece el término serif y en 1841 sans serif. Por otro lado el Webster's Third New International Dictionary sigue el rastro de la palabra hasta la antigua palabra neerlandesa schreef, que significaba escribir, actualmente en neerlandés escribir es schrijven, de la misma raíz que las palabras schreiben en alemán y scribere en latín. En neerlandés schreef actualmente también significa escribir.
En la tipografía japonesa el equivalente a la serifa en los kanji y kana se llama uroko (escama de pez), y el equivalente a las fuentes con serifa son denominados minchō.

## Uso
En las imprentas tradicionales, las tipografías con remate (serif fonts) están destinadas para grandes cantidades de información, debido a que comúnmente se cree que son más cómodas de leer que las tipografías sin remate (sans-serif fonts) para este propósito. Las paloseco se usan para pequeños extractos de texto y para aquellas ocasiones en las que se requiere una apariencia más informal que la apariencia seria de las tipografías con remate. Los tipos paloseco han comenzado a reemplazar a los tipos con remate en encabezados para lograr una apariencia 'más limpia'.
Las tipografías con remate (letras romanas y egipcia, según la clasificación de Thibaudeau) son la opción más escogida para textos impresos de cierta longitud en libros, periódicos y revistas. Las tipografías paloseco se están haciendo más populares para estos usos en Europa que en América del Norte, pero aún son menos comunes que las tipografías con remate, para este particular propósito.
Aunque las tipografías con remate son más legibles en medios impresos, se ha probado que las paloseco son más legibles en las pantallas digitales; como resultado, la mayoría de las páginas web emplean tipos paloseco, sin remate. La tecnologías basadas en el hinting (en 
y luego inglés), el renderizado con antialiasing y el renderizado subpixel han mitigado parcialmente el problema de legibilidad de las tipografías serif, aunque la proporción básica de la mayoría de las resoluciones de las pantallas—normalmente 100 píxeles/pulgada o menos—continúa limitando su legibilidad en las pantallas. En todo caso, experimentos recientes han mostrado que los tiempos de lectura en palabras presentadas individualmente son ligeramente más rápidos cuando las palabras está escritas en una tipografía paloseco (sans serif) que en una tipografía con remate (serif).

## Clasif‌icación
Las fuentes tipo Serif pueden ser subdivididas en: estilo antiguo, transicional, serifa slab y moderno.

La tipografía Garamond es un ejemplo de remate de estilo antiguo.

### Estilo antiguo
Los tipos estilo antiguo datan de 1465 y se caracterizan por un énfasis diagonal (las partes más finas de las letras están en ángulo en lugar de arriba y abajo), diferencias sutiles entre las líneas gruesas y delgadas (bajo contraste de línea) y una legibilidad excelente. Estos tipos guardan un parecido razonable con la caligrafía que usaban los humanistas.
Se dice que el énfasis diagonal de los tipos antiguos crea un cerrojo diagonal (unión diagonal) que, combinado con las serifas adornadas con soportes, hacen palabras-imagen positivas (ver Bouma) y una traza que facilita la lectura. Sin embargo, esta teoría se contradice con el modelo de reconocimiento de letras paralelo, que goza de gran aceptación entre los psicólogos cognitivos que estudian la lectura.
Los tipos de estilo antiguo se subdividen en venecianas y aldinas o garaldas. La fuente Jenson es veneciana, mientras que Garamond,  Bembo, Goudy Old Style y Palatino son aldinas.

La tipografía Times New Roman es un ejemplo de serifa transitoria.

### Transicional
Los tipos transicionales (o barrocos) aparecieron por primera vez a mediados del siglo XVIII. Son las tipografías más usadas. Están a medio camino entre los tipos estilo viejo y los modernos, de ahí el nombre. Las diferencias entre las líneas gruesas y finas son mayores que en los tipos estilo viejo pero son menos pronunciadas que en los tipos modernos. Algunos ejemplos de tipos transicionales son Times Roman (1932), Georgia (1993) y Baskerville (1757). 

La tipografía Rockwell es un ejemplo de serifa slab.

### Egipcio
Los tipos egipcios (también conocidos por el nombre inglés de serifa slab) surgieron a principios del siglo XIX. Se caracterizan por la poca diferencia entre las líneas gruesas y finas. Los remates suelen ser tan gruesos como las propias líneas verticales y no suelen tener soporte. Los tipos de letra slab tienen apariencia fuerte y rectangular. En ocasiones los caracteres son de anchura fija, es decir, todos ocupan lo mismo horizontalmente (como ocurre en las máquinas de escribir). Estos tipos a veces se ven como fuentes paloseco con serifas porque las formas de los caracteres suelen ser similares a los de las fuentes paloseco con menor variación entre las formas finas y gruesas. Existe una subcategoría del tipo serifa slab llamado «Clarendon», que tienen soportes pequeños pero importantes, pero la estructura del carácter es más parecida a las fuentes serifadas. Algunos ejemplos de tipos serifa slab son Clarendon, Rockwell y Courier.

La tipografía Bodoni es un ejemplo de serifa moderna.

### Moderno
Los tipos de serifa moderna aparecieron a finales del siglo XVIII. Tienen un contraste enorme entre las líneas gruesas y finas. Las tipografías modernas tienen énfasis vertical, con remates largos, finos y soportes mínimos. Las serifas son muy finas y las líneas verticales muy fuertes. La mayor parte de los tipos modernos son más difíciles de leer que los transicionales y los estilo antiguo. Algunos tipos de letra modernos son Bodoni y Century Schoolbook.